# 麗塔·考里奇
麗塔·考里奇（英語：Rita Coolidge；1945年5月1日—）是美國唱片藝術家。在1970年代和1980年代，她的歌曲出現在《告示牌》雜誌的流行音樂，鄉村音樂，成人當代音樂和爵士樂，她與其他音樂家和丈夫克里斯·克里斯托佛森一起贏得了格林美獎。她的錄音包括《（Your love has lifted me）Higher and higher》(（你的愛不斷提升我），越來越高)、《We're all alone》（我們都是孤獨的人）、《I'd rather leave while I'm in love》(戀愛中我寧願離開)和1983年詹姆士·龐德電影的主題曲《八爪女》：《All Time High》。

## 生活與事業

### 早年
麗塔·考里奇是迪克和部長兼學校老師夏洛特·考里奇的女兒，她的姐姐是琳達和普里西拉，還有兄弟雷蒙德。她擁切諾基和蘇格蘭血統。她曾就讀於納什維爾的楓木高中，並從傑克遜維爾的安德魯·傑克遜高中畢業。考里奇畢業於佛羅里達州立大學。她是Alpha Gamma Delta社團的成員。

### 早期事業
在孟菲斯周圍唱歌（包括短暫唱歌jingles）之後，德萊尼和邦尼發現了考里奇，後者在洛杉磯與她合作。在那裡，她成為了背景歌手適用於里昂‧羅素、喬·科克爾、哈利·查平、巴布·狄倫、吉米·亨德里克斯、艾瑞克·克萊普頓、戴夫·梅森、格雷厄姆·納許和史蒂芬·斯蒂爾斯。她在喬·科克爾的《瘋狗和英國人》巡迴演唱會和專輯，演唱羅素和邦妮·布拉姆利特的歌曲《超級巨星》。考里奇沒有獲得“超級巨星”的歌曲創作信用，後來成為木匠樂隊的熱門單曲。
她以「三角洲女士」而聞名，並啟發羅素為她寫了一首同名歌曲。

### Layla
艾瑞克·克萊普頓的樂隊－德雷克與多米諾樂隊在1971年的單曲《Layla》中，考里奇沒有獲得鋼琴尾聲的歌曲創作學分。2016年，柯立芝說，她與男友：樂隊的鼓手吉姆·戈登錄製了一個演示，然後他們去英格蘭與克萊普頓一起錄製。與克萊普頓見面後，考里奇演奏了她為他創作的樂曲，並給了他一個錄音帶。克萊普頓印象深刻，將其用作尾聲部分中歌曲的一部分。一年後，她通過聽公共廣播系統上的歌曲發現了自己。她試圖聯繫克萊普頓，但他的經理羅伯特·斯特伍德告訴她：「你打算做什麼？你是一個女孩。你沒有錢抗擊這個。」她還沒有收到克拉普頓本人的來信，但相信自己已經知道了這種情況。
儘管只有Gordon被正式歸功於這部分，但樂隊的鍵盤手鮑比·維特洛克聲稱：吉姆從他的前女友麗塔·考里奇那裡摘了鋼琴旋律。我知道，因為在德萊尼和邦尼的日子裡，我住在荷里活山約翰·加菲爾德的老房子裡，裡面有一間裝有立式鋼琴的旅館。麗塔和吉姆在賓館裡，邀請我和他們一起寫這首歌，叫做《時間》。她的姐姐Priscilla與丈夫Booker T. Jones（Booker T.＆M.G.'s的丈夫）一起錄製了這張唱片。吉姆從麗塔的歌曲中汲取了旋律，卻沒有以寫作為榮。她的男朋友把她騙了。《時間》的採訪最終出現在了Booker T.和Priscilla在1973年的專輯《Chronicles》中。

### 克里斯·克里斯托佛森

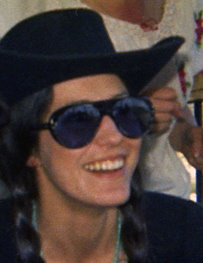
1972年7月4日，考里奇在威利·納爾遜的野餐音樂會上

1970年11月，當他們倆乘坐同一航班飛往田納西州時，她在洛杉磯機場遇到克里斯·克里斯托佛森。克里斯托佛森和她一起在孟菲斯下車，而不是繼續前往納什維爾預定的目的地。兩人於1973年結婚，並錄製了幾張二重奏專輯，銷量很好，並以1974年的《從瓶子到底部》、1976年的《情人請》獲得了由二人組或聲樂團頒發的格萊美最佳鄉村表演獎。
考里奇在流行音樂排行榜上取得的最大成功是在1977-1978年間連續四次獲得前25首熱門歌曲，是傑克·列羅伊·威爾森的《（你的愛不斷提升我），越來越高》、伯茲史蓋茲的《我們都是孤獨的人》、《誘惑》、《您做事的方式》和瑪西亞·海因斯的《您》。麗塔·考里奇和克里斯·克里斯托佛森於1980年6月離婚。

### 後期事業
1992年，考里奇與羅傑·沃特斯在他的專輯《Amused to Death》的成為了主唱者。
她還是美國有線網絡VH1的第一批主機之一。 2006年，她錄製了傳統流行音樂專輯《And So Is Love》。
2019年6月25日，《紐約時報》將麗塔·考里奇列為據報導在2008年荷里活環球影城火災中被破壞的數百名藝術家中。

### 瓦萊拉
1997年，考里奇是瓦萊拉美國原住民音樂三重奏的創始成員之一，其中還包括她的妹妹Priscilla和她的女兒勞拉·施特菲爾德。三人組分別於1997年及2000年發行了錄音室專輯：《Walela》、《Unbearable Love》，在2004年發行了現場專輯和DVD《 Live in Concert》，並在2007年發行了彙編專輯《The Best》。Walela在切諾基語中的意思是蜂鳥。考里奇認為這個團體很重要，不僅是為了表彰她的切諾基族祖先，而且是將他們的文化傳承給其他人。同樣作為她的美國原住民遺產的一部分，她在2002年冬季奧運會和莫霍克血統的羅比·羅伯森進行了表演。